# Liu Xiaomei
Liu Xiaomei (chinois : 刘晓梅, née le 1er février 1972 à Neijiang, est une athlète chinoise, spécialiste du sprint.

## Biographie
En 1993, elle remporte les jeux nationaux chinois en 1993 sur 100 mètres en 11 s 02.
En 1997, elle termine deuxième des jeux nationaux chinois derrière Li Xuemei sur 100 mètres avec 10 s 89 et sur 200 mètres avec 22 s 36. Elle remporte le relai 4 x 100 mètres en établissant un nouveau record d'Asie en 42 s 23.
Elle est finaliste des Jeux Olympiques de Sydney avec le relai chinois du 4 x 100 mètres.

### Palmarès
| Date | Compétition           | Lieu    | Résultat | Épreuve   | Performance |
| ---- | --------------------- | ------- | -------- | --------- | ----------- |
| 1997 | Championnats du monde | Athènes | 8e       | 4 × 100 m | 43 s 32     |
| 2000 | Jeux olympiques       | Sydney  | 7e       | 4 × 100 m | 44 s 87     |

### Records
| Épreuve        | Performance | Lieu     | Date            |
| -------------- | ----------- | -------- | --------------- |
| 100 mètres     | 10 s 89     | Shanghai | 18 octobre 1997 |
| 200 mètres     | 22 s 36     | Shanghai | 22 octobre 1997 |
| 4 x 100 mètres | 42 s 23     | Shanghai | 23 octobre 1997 |